# 软左翼
软左翼（英語：Soft left），又称开放左翼、内部左翼，历史上称为论坛派左翼，是英国工党内部的一个派系。“软左翼”这个术语的提出，旨在将由前工党领袖迈克尔·富特代表的主流左翼，与以托尼·本为代表的硬左翼区分开来。属于软左翼的人士可被称作“软左翼分子”或“论坛派”。截至2025年，软左翼是议会工党中规模最大的派系。